# Cucuyagua
Cucuyagua es un municipio del departamento de Copán en la República de Honduras.

## Toponimia
Cucuyagua deriva de la palabra Cocollagua, convertido en "Cucuyagua", siendo el gentilicio de Cocolhuacan que significa "Lugar que tiene negocios o querellas".

## Límites
Cucuyagua está situado al este del Valle de su nombre y a la margen del Río Alax o Río Cucuyagua.
| Orientación | Límite                                  |
| ----------- | --------------------------------------- |
| Norte       | Municipio de Santa Rosa de Copán, Copán |
| Sur         | Municipio de San Pedro, Copán           |
| Este        | Municipio de Las Flores, Lempira        |
| Este        | Municipio de Talgua, Lempira            |
| Oeste       | Municipio de La Unión, Copán            |

## Historia
Se cree que fue en 1754; en el recuento de 1791 aparece como pueblo del Curato de Sensenti y en la División de 1889 ya figuraba como Distrito.

## Economía
La base económica del municipio en general es el cultivo de la planta del café de varias especies y calidad, las cuales se encuentran en plantaciones y sitios de tratamiento secado y empaquetado en las aldeas colindantes.
En segunda instancia se encuentra la ganadería y la agricultura de productos básicos, como también el cultivo del tabaco y frutales como naranja, mango y piña, entre otros.

## Infraestructura
La ciudad cuenta con Centro de Salud, oficina de Hondutel con acceso a telefonía e internet, Juzgado de Paz, Institutos de educación técnica y secundaria, Escuelas de educación primarias, Centro Comercial, gasolineras, áreas de distracción y deportes, canal de televisión local por cable, hospedajes.
- Sede del 7.º Batallón de Infantería de las Fuerzas Armadas de Honduras,
- Oficina local de la Policía Nacional de Honduras.

## División Política
Aldeas: 8 (2013)
Caseríos: 85 (2013)
| Código | Aldea                  |
| ------ | ---------------------- |
| 040601 | Cucuyagua              |
| 040602 | Cartagua               |
| 040603 | El Níspero             |
| 040604 | El Portillo            |
| 040605 | El Tránsito            |
| 040606 | Gualtaya               |
| 040607 | Ojos de Agua           |
| 040608 | San José de las Palmas |
|        | El Barbasco            |
|        | Planes Abajo           |
|        | Planes Arriba          |
|        | Yaroconta              |
|        | El Metal               |
|        | Ajagual                |
|        | Lomitas                |
|        | Bálsamo                |
|        | Capuquitas             |